# الجمعية الأثرية الأمريكية
جمعية علم الآثار الأمريكية (SAA) أو الجمعية الأثرية الأمريكية (بالإنجليزية: Society for American Archaeology)، هي جمعية مهنية لعلم الآثار في الأمريكتين. تأسست عام 1934 ومقرها الرئيسي في واشنطن العاصمة، لديها 7500 عضو. رئيسها الحالي ديبورا نيكولز.

## رسالة الجمعية
رسالة الجمعية "هو توسيع فهم وتقدير ماضي البشرية كما تم تحقيقه من خلال التحقيق المنهجي في السجل الأثري؛ تعزيز البحث، والإشراف على الموارد الأثرية، والتعليم العام والمهني، ونشر المعرفة؛ وخدمة الصالح العام. ينظم مؤتمرًا أكاديميًا كبيرًا كل عام وينشر العديد من المجلات، منها العصور القديمة الأمريكية.

## الاجتماعات السنوية
عُقد الاجتماع السنوي الأول في ديسمبر 1935 في أندوفر - ماساتشوستس، ويعقد كل عام منذ ذلك الحين، اجتماع واحد فقط، لكن الاجتماع السنوي الثامن لعام 1943، لم ينعقد فعليًا، وفقًا لأحدث كتاب برنامج الاجتماع السنوي، «بسبب صعوبات السفر والقيود الأخرى في زمن الحرب، تم عقد الاجتماع السنوي لعام 1943 عن طريق البريد».[بحاجة لمصدر أفضل]
منذ عام 2000، عقدت اجتماعات مجلس الشعيبة السنوية في:
- الخامس والستون: فيلادلفيا، بنسلفانيا، أبريل 2000
- 66: نيو أورلينز، لويزيانا، أبريل 2001
- المركز 67: دنفر، كولورادو، مارس 2002
- المركز 68: ميلووكي، ويسكونسن، أبريل 2003
- 69: مونتريال، كيبيك، مارس-أبريل 2004
- 70: سولت ليك، يوتا، مارس-أبريل 2005
- المركز 71: سان خوان ، بورتوريكو، أبريل 2006
- الثاني والسبعون: أوستن ، تكساس، 25-29 أبريل 2007
- الثالث والسبعون: فانكوفر ، كولومبيا البريطانية، 26-30 مارس 2008
- المركز الرابع والسبعون: أتلانتا ، جورجيا، 22-26 أبريل 2009
- 75: سانت لويس ، ميزوري، 14-18 أبريل 2010
- 76: سكرامنتو ، كاليفورنيا، 30 مارس - 3 أبريل، 2011
- 77: ممفيس ، تينيسي، 18-22 أبريل 2012
- المركز الثامن والسبعون: هونولولو ، هاواي، من 3 إلى 7 أبريل 2013
- 79: أوستن ، تكساس، 23-27 أبريل 2014

## الجدل الاجتماع السنوي 2019
في أبريل 2019، كان الاجتماع السنوي الـ 84 في ألباكركي، نيو مكسيكو، موضوعًا للجدل بسبب حضور ديفيد يسنر، أستاذ علم الآثار السابق في جامعة ألاسكا أنكوراج (UAA). قبل الاجتماع وجد تحقيق بموجب الباب التاسع في UAA أن يسنر مذنب بـ «عقود من سوء السلوك الجنسي». منعته جامعة ألاسكا أنكوراج من دخول مقرها وأي أحداث مرتبطة بها، ونصحت الطلاب بالاتصال بالشرطة إذا رأوه في الحرم الجامعي. على الرغم من ذلك سُمح له بحضور الاجتماع السنوي للجمعية الأثرية. وبسب المضايقات غادر الاجتماع مبكرًا. كما مُنع منظمو الاجتماع الصحفي العلمي مايكل بالتر من حضور الاجتماع، لأنه اقترب من يسنر وطلب منه المغادرة، وايضاً بعد مغادرته ظهر اسمه على لوحة "أنا أيضًا".
تم التوقيع على خطاب مفتوح لرئيس الجمعية ينتقد طريقة تعامله مع الحادث من قبل ما يقرب من 2000 عالم آثار. كما استقالت كريستينا كيلجروف من منصبها كرئيسة للجنة العلاقات الإعلامية في الجمعية احتجاجًا. أصدرت الجمعية اعتذارًا بعد ذلك  لكنه زعم أنه لم يتلق شكاوى بشأن حضور يسنر المؤتمر حتى يومه الثاني، واتخذت إجراءات بشأنها «في غضون ساعات».

## روابط خارجية
- الموقع الرسمي